# Henri Helle
Henri Hyacinthe Helle, né le 4 septembre 1873 à Thiescourt et mort le 21 juin 1901 à Thiescourt, est un archer français.

## Biographie
Henri Helle participe à deux épreuves des Jeux olympiques de 1900 à Paris. Il concourt à l'épreuve du cordon doré à 50 mètres et termine quatrième, tandis qu'il remporte une médaille d'argent à l'épreuve du chapelet à 50 mètres.